# LuWe

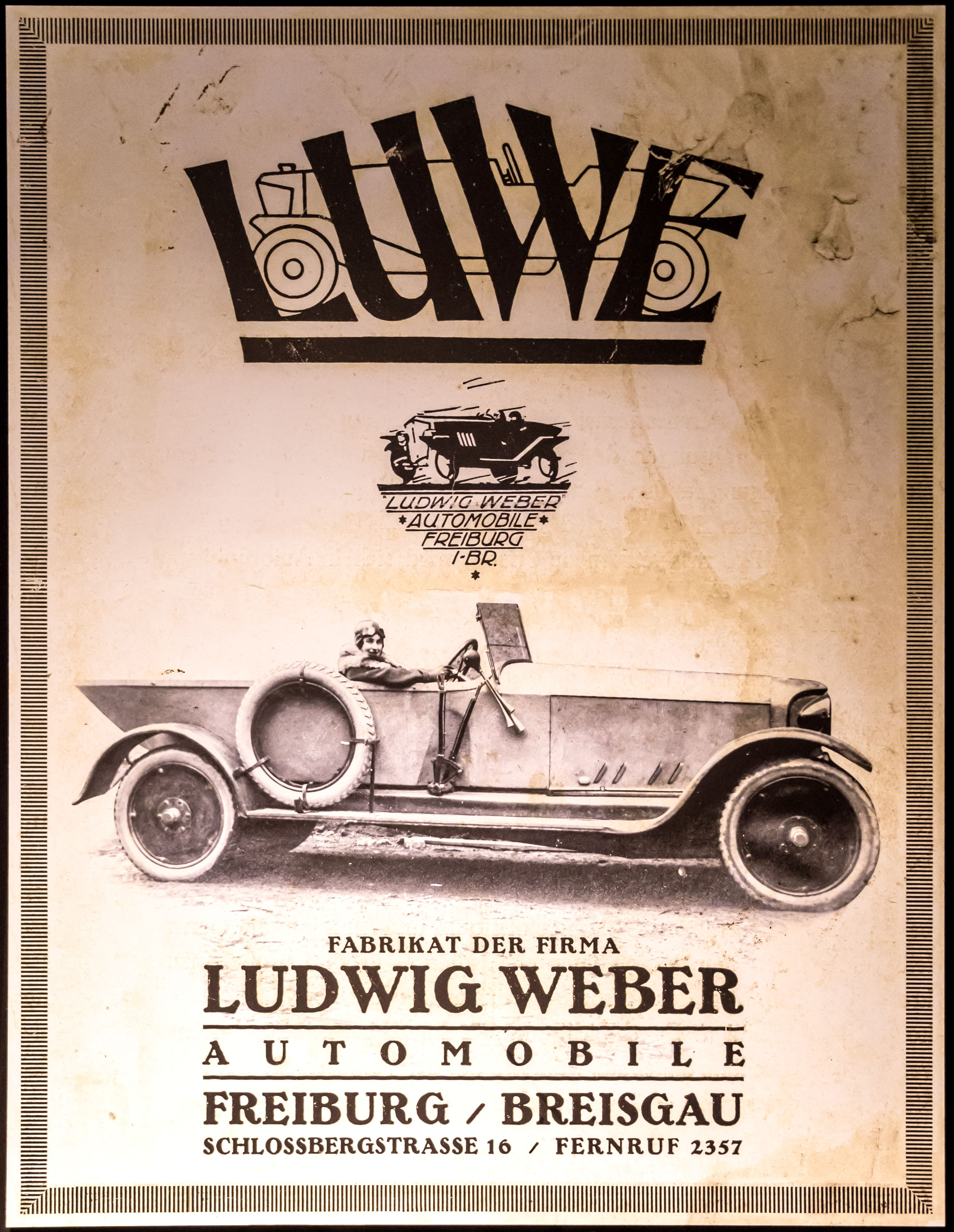
Plakat eigens für das Museum Volante entworfen, es ist kein Werbeplakat der Fa. LUWE

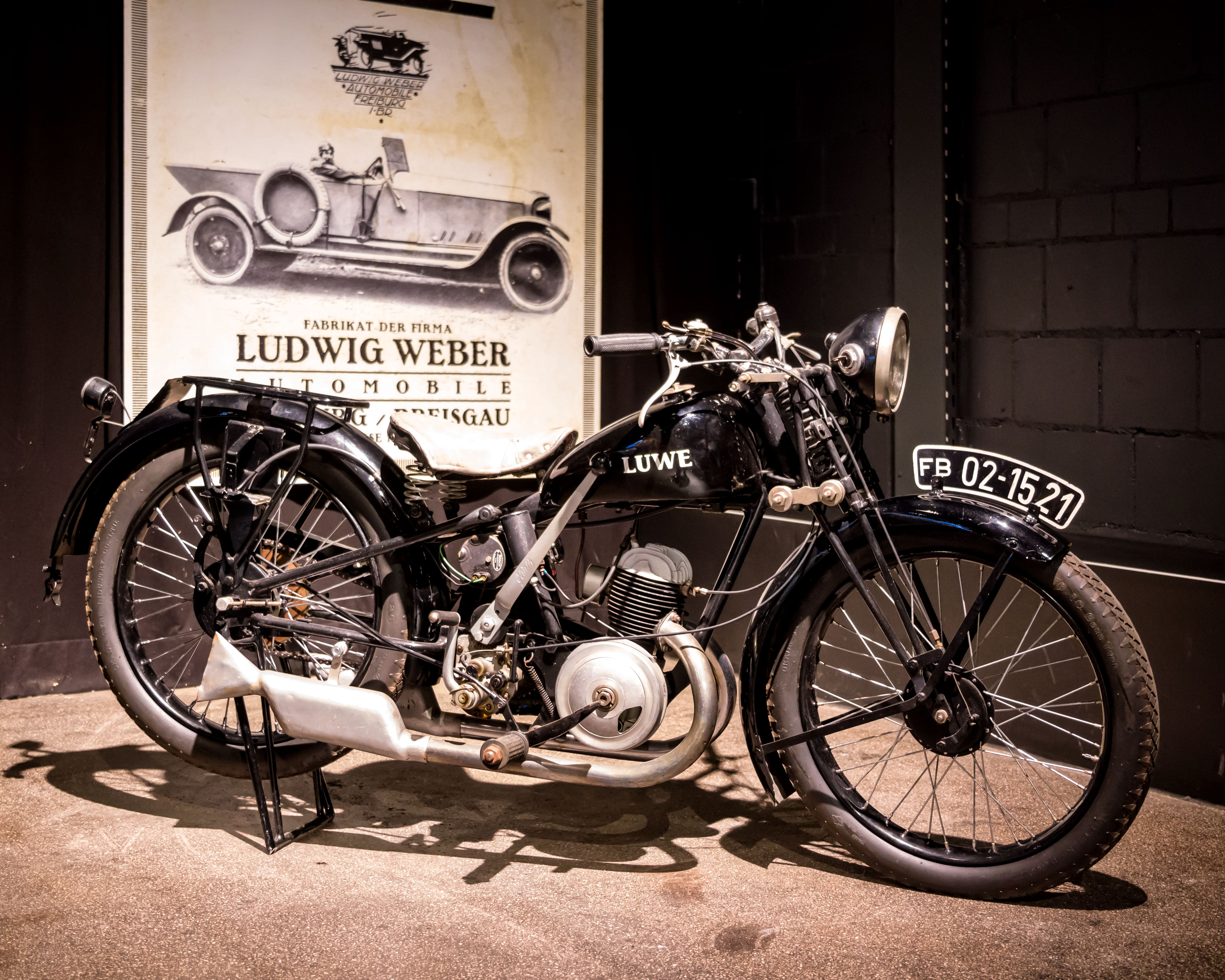
Ein LuWe Motorrad im Volante Oldtimermuseum in Kirchzarten

LuWe war ein Hersteller für Motorräder und Automobile in Freiburg im Breisgau, benannt nach dem Gründer Ludwig Weber.

## Entstehung
Zu Beginn des 20. Jahrhunderts gab es viele kleine und große Hersteller von Motorrädern. Fast jeder renommierte Automobilhersteller der damaligen Zeit befasste sich auch mit Motorrädern. Als Beispiel wären BMW, DKW, NSU, Wanderer, Zündapp, Peugeot und Puch zu nennen. Durch die rasante Entwicklung des Automobils kam die Entwicklung des Motorrades ins Hintertreffen; viele gaben das Projekt Motorrad auf.
Einer der kleinen Hersteller war LuWe. Ludwig Weber, er begann nach dem Ersten Weltkrieg Autos und Motorräder in Freiburg im Breisgau zu bauen. Ludwig Weber trug den Titel eines Ingenieurs, und es lag nahe, die ersten Buchstaben seines Vor- und Nachnamens als Fahrzeugbezeichnung zu nehmen – somit war die Fahrzeugmarke LuWe geboren. Ludwig Weber war Ingenieur, Pilot und Konstrukteur.

## Der Anfang
Anfang Mai 1920 gründete Ludwig Weber seine Firma, unter dem Freiburger Handelsregistereintrag Band IV D-Z 306, mit folgendem Text eingetragen: „Firma Ludwig Weber, Automobile, Freiburg. Inhaber ist Ludwig Weber, Ingenieur, Freiburg. /Bau von Klein-Automobilen, Flugzeugen u. Flugmotoren.“
Seine erste Werkstätte befand sich 1920 im Felsenkeller in der Schlossbergstraße 7 in Freiburg, ab 1921 in der Schloßbergstraße 16 und Konviktstraße 31. Heute ist die Konviktstraße 39 das Hotel Kreuzblume.

## Automobilbau
Ludwig hatte das Ziel, große Automobile zu bauen. Dafür kaufte er 20 neue 12-Liter-Flugzeugmotoren bei Benz & Cie, die im Krieg nicht mehr zur Verwendung kamen. Diese Motoren hatten ein zu großes Volumen für einen PKW, deshalb wurden diese durch Einziehen von Laufbuchsen auf 6 Liter modifiziert. 6-Liter-Motoren waren damals eine gute Größe für mittelschwere Personenwagen. Die Karosserie für den 6-sitzigen PKW wurde von Dierks & Wroblewski aus Offenburg gebaut. Ein Sportwagen mit einem Flugmotor wurde mit einer Karosserie von Schlenker & Zeller ausgestattet.
Der erste Fahrzeugtyp, den Ludwig Weber baute, war ein Kleinwagen. Den ersten Kleinwagen baute er 1919 in den ehemaligen Werkshallen der Aviatik-Flugzeugwerke in Freiburg. Diese waren infolge des Ersten Weltkriegs die Hangars und Werkstätten der Kest4b (Kampfeinsitzerstaffel 4b, die in Freiburg zum Schutz der Stadt stationiert war). Diesen ersten Prototyp stattete er mit einem Motor Cudell aus. Den zweiten Prototyp für die folgende Serienherstellung hatte er mit einem 16-PS-Triumph-Motor versehen. Die folgenden Serienfahrzeuge, die er bis 1924 baute, wurden mit einem 600-cm³-Boxermotor von der Maschinenfabrik Immendingen ausgestattet. Diese Größenklasse war damals sehr gefragt. Aus den Unterlagen der Kraftfahrzeugzulassung geht eindeutig hervor, dass mehrere dieser in Serie gebauten Kleinwagen im badischen Raum angemeldet waren. Die Karosserien dafür wurden von Schlenker und Zeller in Freiburg gebaut.
Während des Baus mehrerer Kleinwagen entwickelte er mehrere große Prototypen, die zwar zur Serienreife gelangten, aber bei weitem nicht diesen gewünschten Erfolg brachten. Die ersten beiden ein großer PKW und ein Sportwagen waren mit den erwähnten modifizierten Benz-Flugmotoren ausgestattet. In dieser Zeit arbeitete Ludwig auch mit Gustav Otto, dem Sohn des Motorenerfinders Nicolaus Otto, zusammen. Gustav Otto verwendete ebenfalls Benz-Flugmotoren in seinen Prototypen von Automobilen. Die zweite Generation von Ludwigs großen Automobilen wurden mit Motoren von Siemens-Halske und Soden-Getrieben ausgestattet. Anders als ausgesagt, ähnelten Ludwigs große Fahrzeuge denen von Benz oder Mercedes, zumal er auch Fahrgestelle von ehemaligen Benz-Tankwagen dafür verwendete. Die folgenden Serienfahrzeuge wurden mit Fahrgestellen ausgestattet, die er von Gustav Otto erworben hat. Ab Mai 1922 baute Ludwig nur noch Chassis mit Motoren von Siemens-Halske und Soden-Getrieben ausgestattet.
Von Dezember 1920 bis Dezember 1921 beschäftigte Ludwig Weber einen ehemaligen Flugschüler, der ebenfalls Ingenieur war, in seinem aufstrebenden Betrieb. Fritz Kempf war wie Ludwig ebenfalls Kriegspilot im Ersten Weltkrieg und gebürtiger Freiburger. 1922 musste Ludwig aufgrund der eingetretenen Hyperinflation die Produktion der großen Automobile endgültig einstellen. Seinen fünf Jahre jüngerer Bruder Anton stellte Ludwig, aufgrund der vielen anfallenden Arbeiten als Konstrukteur, Rennfahrer, Fluglehrer und Flugzeugführer, zur Unterstützung ein. Mitangestellt war auch Ludwigs Verlobte Lina Habrecht. Anton spannte Ludwigs Braut aus und heiratete sie am 24. April 1924.

## Fabrikationsräume
1919 wurde der erste Prototyp der LUWE-Fabrikation in den Hallen der ehemaligen Aviatik (Flugzeughersteller)-Flugzeugwerke in Freiburg gebaut. Diese befanden sich am Rande des Freiburger Exerzierplatzes, der liebevoll von den Freiburgern als „Exi“ bezeichnet wurde. Später im Verlauf des Ersten Weltkrieges wurden daraus die Hallen und Werkstätten der Fliegerkaserne. 1920 mietete Ludwig die Räume des ehemaligen Felsenkellers in der Schloßbergstrasse 7. 1921 wurde der Felsenkeller an die Studentenverbindung Hubertia verkauft, und Ludwig musste sich anderweitig etwas suchen. Er konnte zwei zusammenhängende Objekte kaufen. Es waren die Häuser und Grundstücke in der Schloßbergstraße 16 und der Konviktstraße 31. Ein Tor von der Konviktstraße aus führte zu den neuen LUWE-Werken. Auf dem zur Schloßbergstraße 16 hin durchgängigen Areal kam man durch den Hof auf die Schloßbergstraße. In der Konviktstraße befanden sich die Werkräume einer ehemaligen Mosterei, ebenso waren die Bedingungen auf dem Gelände der Schloßbergstraße 16 perfekt. Dort waren zuvor die Fabrikationsräume einer Maschinenfabrik die ein Schlossermeisters genutzt hatte. Ludwig hat durch den Kauf dieser beiden Liegenschaften das für ihn Optimale für seine LUWE-Produktionen gefunden.

## Motorräder

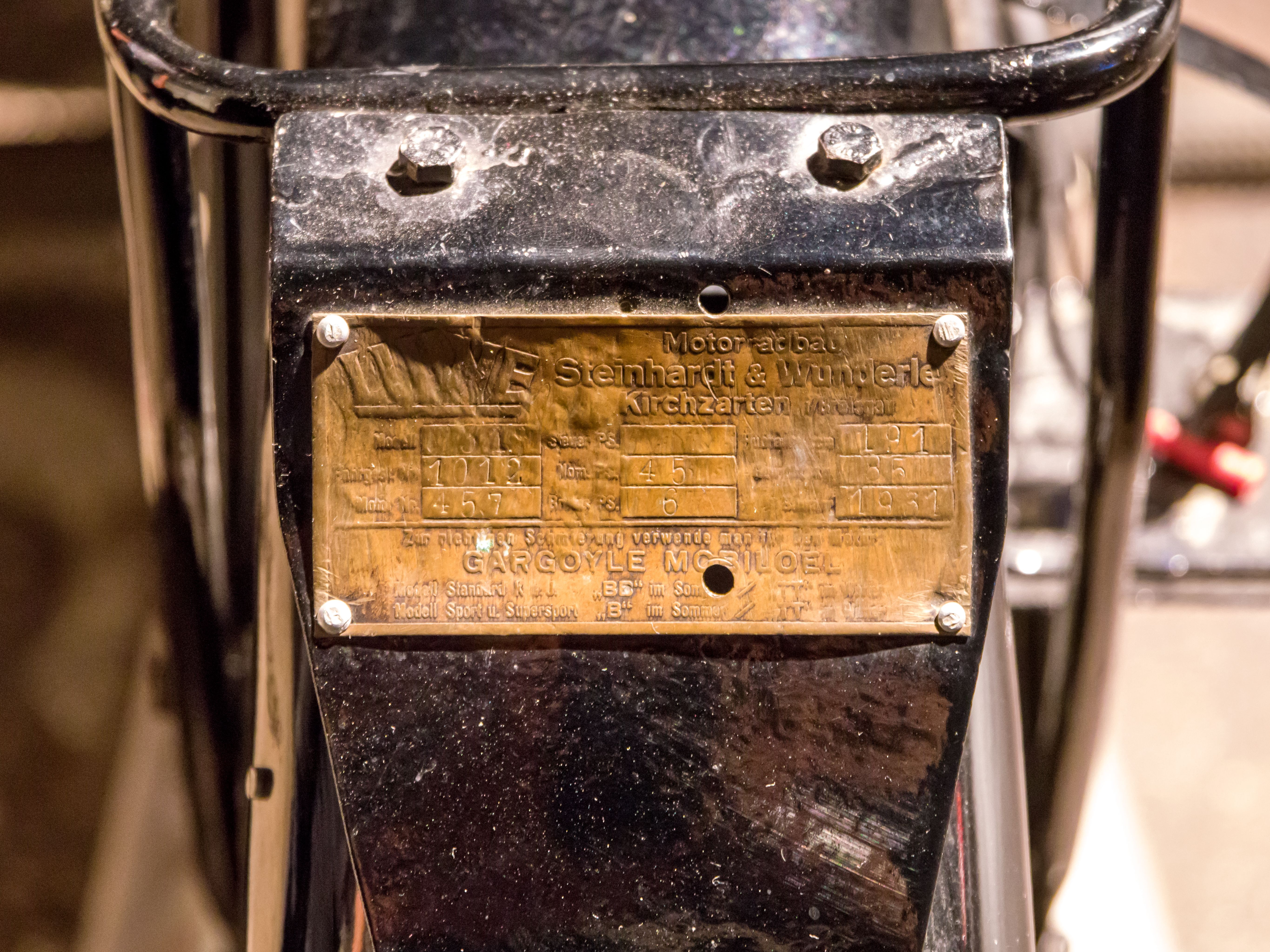
Typenschild des LuWe Motorrads in Kirchzarten

Das erste war eine 200 cm³ große Maschine mit einem Einzylinder-Motor von dem Augsburger Hersteller Paqué. Das Besondere daran war das eingebaute Getriebe. Im selben Jahr folgten weitere Motorräder mit Motoren von Paqué mit 250- und 350- cm³. Einer der jüngsten und bekanntesten Rennfahrer jener Tage, Franz Islinger fuhr eine 200 cm³ bei zwei Rennen zum Erfolg.
Es folgten Motorräder mit 350-, 500-cm³-Motoren, mit den damals weltbekannten Motosacoche-Motoren aus Genf. Als schwerste Maschine baute er 750er mit einem Zweizylinder-V-Motor. Für Seitenwagenbetrieb hatte Ludwig Motorräder mit 600- cm³ Motoren gebaut. Weitere genutzte Motorenhersteller waren MAG, J.A.P. und Blackburne.
Die LUWE Automobile und Motorräder wurden zu Werbezwecken auf den verschiedensten regionalen Ausstellungen, Korsos und besonders auf Rennsportveranstaltungen zur Schau gestellt. Bei Rennveranstaltungen kamen die LUWE-Motorräder erfolgreich zum Einsatz. Von 1923 bis 1928 konnten Rennfahrer 90 Rennen mit guten Platzierungen beenden, wobei 30 Rennen Ludwig selbst erzielte. Lina Weber war für die Beschriftung der aufwändig gestalteten Logos auf den Tanks der LUWE-Motorräder zuständig.
Sieben LUWE Motorräder sind heute noch, in mehr oder weniger gutem Zustand, in privatem Besitz mehrerer Personen bekannt. Unter anderem findet sich auch die Rennmaschine, die Ludwig Weber selbst bei Rennen gefahren hat, in privater Hand. Im Oldtimer-Museum Volante in Kirchzarten war ein Motorrad von 1931 ausgestellt, welches in Kirchzarten bei Steinhardt & Wunderle zusammengebaut wurde.

## Rennen mit LuWe-Motorrädern
Ludwig Weber trat nicht nur alleine als Gründer der Fa. LUWE in Erscheinung. Er war auch Initiator und Mitbegründer des ersten Freiburger Motorradclubs, dem Motorrad-Club-Freiburg i.Br.
Ludwig selbst als auch LUWE-Motorräder beteiligten sich mit seinen Motorrädern vorrangig in Süddeutschland an verschiedenen Rennen:
- 8. Juli 1923 Langstreckenfahrt Heidelberg – Freiburg.
- 19.–22. Juli 1923 Reichsfahrt Deutschland
- 26. August 1923 Herrenalb Turnier
- 13. April 1924 Bergprüfungsfahrt Durlach – Thomashof
- 27. April 1924 Odenwaldrennen
- 22. Juni 1924 Feldbergprüfungsfahrt Feldbergprüfungsfahrt (die kürzeste Zeit damals für die 47 km lange Strecke betrug 42 Minuten)
- 17. August 1924 Exi-Rennen in Freiburg
- 24. August 1924 3. Bergprüfungsfahrt Malsch – Freiolsheim
- 7.–9. September 1924 Baden-Baden Sportwoche
- 12. Oktober 1924 Exi-Rennen Freiburg
- 26. Oktober 1924 Kniebis-Prüfungsfahrt
- 26. April 1925 Geschwindigkeitsrennen des Motorradklub Freiburg Rimsingen – Hochstetten
- 28. Juni 1925 2. Feldberg – Prüfungsfahrt
- 2. August 1925 3. Wildparkrennen Karlsruhe
- 30. August 1925 Dreiecksfahrt Käfertal – Waldhof
- 2. September 1925 Schönberg Prüfungsfahrt Lahr
- 18. Oktober 1925 Prüfungsfahrt auf dem Rasen des FFC (Freiburger Fußballclub)
- 1926–1928 Bergrennen in Waldshut, Prüfungsfahrt in Radolfzell, Karlsruher Wildparkrennen, Rennen in Villingen bei Thanheim, Prüfungsfahrten Gschwend Gisiboden bei Todnau und ADAC-Kilometerrekord und Bergrekord. Ein Höhepunkt war die Teilnahme an einem Rennen auf der Berliner AVUS-Rennstrecke.

Es sind noch viele weitere Rennen, bei denen die LUWE-Motorräder ehrenvoll teilnahmen und oftmals mit ersten Preisen abschlossen. Franz Islinger einer der bekanntesten und jüngsten Rennfahrer jener Tage fuhr selbst auch bei Rennen einmal ein LUWE-Motorrad.
Sehr beliebt waren die Rennen auf dem Freiburger Exerzierplatz. Der „Exi“ lag beim Freiburger Flugplatz und die Rennstrecke umrahmte den Exerzierplatz. Die erste Rennveranstaltung des damals erst zehn Tage alten Motorrad-Clubs in Freiburg am 28. Oktober 1923 bescherte den teilnehmenden LUWE-Motorrädern gleich einen großen Erfolg. 1924 holten die Gebrüder bei zwei weiteren Motorsportveranstaltungen um den „Exi“ dreimal erste Preise und je einen zweiten und dritten Preis in verschiedenen Disziplinen mit LUWE-Motorrädern.

### Rennergebnisse
Die folgenden Tabellen geben nur auszugsweise die Ergebnisse des Motorradrennens „Exi“ wieder.
| Platzierung                              | Fahrer      | Motorradtyp | Zeit (Minuten) |
| ---------------------------------------- | ----------- | ----------- | -------------- |
| Klasse 2: bis 250 cm³ (8 Runden, 16 km)  |             |             |                |
| 1.                                       | Weber A.    | LuWe        | 17:07          |
| 2.                                       | Haberer     | Zündapp     | 19:01          |
| 3.                                       | Birkenmeier | LuWe        | 19:06          |
| Klasse 4: bis 350 cm³ (12 Runden, 24 km) |             |             |                |
| 1.                                       | Hetzel      | P und P     | 22:42          |
| 2.                                       | Fiebig      | Hecker      | 22:50          |
| 3.                                       | Weber L     | LuWe        | 23:40          |

| Platzierung                       | Fahrer   | Motorradtyp | Zeit (Minuten) |
| --------------------------------- | -------- | ----------- | -------------- |
| Klasse 3: bis 250 cm³ (6 Runden)  |          |             |                |
| 1.                                | Boetting | Horex       | 11:11          |
| 2.                                | Schätzle | DKW         | 13:08          |
| 3.                                | Weber A. | LuWe        | Fehlt          |
| Klasse 6: bis 750 cm³ (8 Runden)  |          |             |                |
| 1.                                | Heck     | Triumph     | 14:03          |
| 2.                                | Weber A. | LuWe        | Fehlt          |
| Klasse 7: über 750 cm³ (8 Runden) |          |             |                |
| 1.                                | Weber L  | P. und P.   | 13:18          |
| 2.                                | Ißlinger | Horex       | 13:25          |

## Das Finale
Ludwig, der seit Ende des Ersten Weltkrieges die Fliegerei nicht aufgegeben hat, war mit Haal und Voss nach wie vor daran, in Freiburg die Fliegerei aufrechtzuerhalten, und sie betätigten sich als Fluglehrer. Haal und Voss hatten eigens dafür eine Flugschule. Der seit 1907 bestehende Breisgauverein für Luftfahrt und die Stadt Freiburg waren ebenfalls daran interessiert, entgegen dem Versailler-Diktat die Flugbegeisterung und die Fliegerei in Freiburg aufrechtzuerhalten. Im Juli 1926 wurde Ludwig Chefpilot der Luftverkehrsgesellschaft Schwarzwald GmbH. 1926–28 betätigte er sich auch als Kunstflugpilot bei Flugtagen und war auch als Funktionär bei Freiburger Flugtagen aktiv mit verantwortlich. Anfang 1928 zog sich Ludwig aus dem Geschäft zurück, da er von Junkers eine Anstellung als Ingenieur bekommen hatte. Ein Mitarbeiter Ludwigs, Josef Kirner, übernahm mit Anton Weber zusammen die weitere Produktion der LUWE Motorräder. Sie begründeten ihre Firma im März 1928. Noch unter der letzten Federführung von Ludwig wurden 1927 die ersten Motorräder mit Satteltank gebaut. Anschließend wurde der Bau der LUWE-Motorräder von 1930 bis 1933 unter Lizenz von Steinhardt & Wunderle in Kirchzarten fortgeführt.
1931 bis 1936 veranstaltete der Freiburger Motorrasdclub, dessen Initiator und Mitbegründer Ludwig Weber war, am 8. Februar 1931 das erste Eisrennen für Motorräder auf dem Titisee. Der Motorradclub war kurz zuvor vom DMV (Deutschen Motorradverbad) zum ADAC gewechselt war. Erst 1932 veranstaltete der ADAC in Zusammenarbeit mit dem Freiburger Automobilclub auf dem Titisee die weiteren Eisrennen auf dem zugefrorenen See. 1931 waren nur Solo- und Beiwagenmaschinen beteiligt. Die Fahrer Toni Fleischmann auf Triumph-Motosacoche und Otto Ley auf einer Standard Motosacoche gewannen das Rennen. 1931 wurde die Veranstaltung ausgeweitet, in diesem Jahr wirkten sogar Flugzeuge mit. Einer der bekanntesten Flieger dieser Ära, Ernst Udet, war mit spektakulären Flugeinlagen ebenfalls dabei.
Die Werkstore der LUWE-Motorradfabrikation mussten 1929 unter der inkompetenten Führung von Kirner und Anton Weber für immer geschlossen werden. Die kleine LUWE-Fabrikation konnte so oder so mit den großen Herstellern nicht konkurrieren. Die Automobilherstellung wurde schon einige Jahre vorher aufgegeben.
Anton Weber ließ sich nach dem Zweiten Weltkrieg im Rahmen der Entnazifizierung zum Kfz-Techniker ausbilden und führte eine Tankstelle im Bärental, das heute zur Gemeinde Feldberg gehört. Des Weiteren hatte er auch eine Werkstatt und Verkaufsstelle für Dürkopp- und Imme-Motorräder in Freiburg.

### Verweise
- Badische Zeitung vom 31. Oktober/1. November 1985 / Nr. 253
- Badische Zeitung vom 28./29. Mai 1988 / Nr. 122 BW* 24 Neu 20
- Badische Zeitung vom 1. März 1979 / Nr. 50
- Extrablatt 27. Oktober 1990 Nr. 252 AT/BT/FT Seite 3, Wynentaler-Blatt
- Wynentaler-Blatt 4. Januar 1974
- Wynentaler-Blatt 5. April 1974 Nr. 27
- Geschichte des Freiburger Flugplatzes
- Festzeitschrift des Breigauvereins 1982
- Junkers-Nachrichten 13, Jahrgang 1971, Nr. 4, Juli/August, Verlagsort Bremen
- Junkers-Nachrichten 13. Jahrgang 1971, Nr. 5, September/Oktober, Verlagsort Bremen
- Junkers-Nachrichten 13. Jahrgang 1971, Nr. 6, Nov./ Dezember, Verlagsort Bremen
- Festzeitschrift der Gewerbeschule Freiburg 1837 - 1987, herausgegeben von Peter Schickl, 1987 Rombach GmbH + Co. Verlagshaus AG Freiburg im Breisgau. 1. Auflage. ISBN 3-7930-0512-7
- Das Sodengetriebe, Dr.-Ing. Werner Beisel, Druckhaus Müller, Langenargen, 1. Auflage 1918, ISBN 978-3-00-058503-6
- Bergrekord am Schauinsland, Henning Volle, EK-Verlag, ISBN 978-3-88255-895-1
- Stadtarchiv Freiburg C4-Akten
- SWR 3
- Memoiren aus dem Nachlass von Ludwig Weber
- Standesamt Freiburg
- Archiv des Swisscar Register, Safenwil, Schweiz
- Badische Landesbibliothek, Karlsruhe https://www.blb-karlsruhe.de/
- Universitätsbibliothek Freiburg, https://www.ub.uni-freiburg.de/
- ADAC-Motorwelt verschiedene Jahrgänge von 1920 bis 1940
- Adressbücher der Stadt Freiburg 1900 - 1950
- Der Motorradfahrer, ADAC-Zeitschrift des ADAC

Koordinaten: 47° 59′ 35,7″ N, 7° 51′ 16,5″ O